# Guy Carleton
Guy Carleton, I barone Dorchester (Strabane, 3 settembre 1724 – Maidenhead, 10 novembre 1808), è stato un generale e nobile britannico.

## Biografia
Guy Curleton nacque a Strabane il 3 settembre 1724 da un modesto proprietario terriero di origini inglesi. Il padre muore quando Guy ha soli 14 anni, la madre presto si risposa con un pastore che finisce di completare l'istruzione del giovane. Quando ha 17 anni si arruola nell'esercito dove compie una buona carriera, sedici anni dopo, nel 1752 avrà raggiunto il grado di tenente colonnello. La permanenza nell'esercito gli frutta alcune amicizie, il generale James Wolfe che aveva un'ottima considerazione di Carleton, chiede la sua presenza nel fronte militare del Québec. Dopo aver combattuto contro i francesi sul fronte dell'Europa continentale, Carleton si dirige a nord durante il secondo anno della Guerra dei sette anni, nel 1758. Incaricato di costruire basi e fortini Carleton porta a termine i compiti assegnatigli combattendo anche in diverse battaglie, in una delle quali, nel 1759, verrà ferito tanto gravemente da dover lasciare il fronte.
Non resta, però, inattivo a lungo, nello stesso anno viene mandato a combattere sul fronte caraibico partecipando all'assedio di L'Avana nel 1762, anno in cui viene nominato colonnello.
Quattro anni dopo, pur essendo digiuno di qualsiasi esperienza, viene nominato governatore del Québec; la sua inesperienza è compensata dalle sue potenti conoscenze, fra cui quella di re Giorgio III, che lo considerano un uomo di buon senso e di provata onestà e che lo sostengono nelle proprie iniziative mettendogli a disposizione uomini e mezzi.
Una delle sue prime azioni riguarda il commercio, ascoltando la voce dei mercanti locali li accontenta rendendo il commercio più agevole e meno controllato dalla Gran Bretagna, mettendo i promotori di quest'iniziativa in posti di rilievo all'interno di quella parte del concilio che si occupa di commercio, tuttavia le sue posizioni scontentano molti, e non solo dall'altra parte dell'oceano.
La sua carriera di governatore continua fra alti e bassi, fra cui anche l'accusa di seguire tali politiche permissive per vantaggi personali, fino al 1775 anno in cui comincia la rivoluzione americana. Quando questa comincia Carleton può contare solo su 800 uomini per difendere Fort Saint Jean che era assediato dagli americani, l'assedio inizia a maggio per continuare tutta l'estate e quando infine cade, Carleton sfugge alla cattura per un semplice scambio di persona. Lasciato il forte si dirige con quel che resta dei suoi uomini verso Québec dove gli giungono preziosi rinforzi e nel 1776 dirige la flotta inglese lungo il fiume Richelieu ed è protagonista di una grande battaglia navale combattuta sul Lago Champlain, che si conclude con la sua vittoria.
Rassegnate le dimissioni da governatore nel 1777 ritorna al fronte, nel 1781 dopo la vittoria degli americani a Yorktown viene inviato a sostituire il generale Henry Clinton nel ruolo di comandante in capo per il Nord America nel febbraio del 1782, scelto dal re in persona per la propria onestà.
In quell'anno l'Inghilterra decide di concedere agli Stati Uniti la libertà, Carleton è pronto per tornare in patria quando viene trattenuto a causa della disputa che sorse circa la proprietà degli schiavi presenti nelle ex-colonie. Molti sostenevano che essi avrebbero dovuto passare di mano agli americani, mentre Carleton asserì che chi di loro aveva combattuto per la Corona inglese si sarebbe dovuto guadagnare l'affrancamento. A tal fine redasse un registro, che è divenuto documento storico, con i nomi di oltre 3.000 neri che si erano battuti, la sua insistenza fu premiata e tutti quelli che registrò vennero liberati e si trasferirono in Canada.
Finita la guerra si ritira a vita privata nell'Hampshire insieme alla moglie.
Muore nel 1808.

## Ascendenza
|                                   |   |                | Genitori       |  |  | Nonni |  |  | Bisnonni          |  |  | Trisnonni         |  |
|                                   |   |                |                |  |  |       |  |  | Lancelot Carleton |  |  | Lancelot Carleton |  |
|                                   |   |                |                |  |  |       |  |  | Lancelot Carleton |  |  | Lancelot Carleton |  |
|                                   |   | Eleanor Kirkby |                |  |  |       |  |  | Lancelot Carleton |  |  |                   |  |
| Lancelot Carleton                 |   |                |                |  |  |       |  |  | Lancelot Carleton |  |  |                   |  |
|                                   |   | Mary Irvine    | William Irvine |  |  |       |  |  |                   |  |  |                   |  |
|                                   |   | Mary Irvine    | William Irvine |  |  |       |  |  |                   |  |  |                   |  |
|                                   |   | Mary Irvine    | …              |  |  |       |  |  |                   |  |  |                   |  |
| Christopher Carleton              |   | Mary Irvine    |                |  |  |       |  |  |                   |  |  |                   |  |
|                                   |   | John Cathcart  | …              |  |  |       |  |  |                   |  |  |                   |  |
|                                   |   | John Cathcart  | …              |  |  |       |  |  |                   |  |  |                   |  |
|                                   |   | John Cathcart  | …              |  |  |       |  |  |                   |  |  |                   |  |
| Mary Cathcart                     |   | John Cathcart  |                |  |  |       |  |  |                   |  |  |                   |  |
|                                   |   | …              | …              |  |  |       |  |  |                   |  |  |                   |  |
|                                   |   | …              | …              |  |  |       |  |  |                   |  |  |                   |  |
|                                   |   | …              | …              |  |  |       |  |  |                   |  |  |                   |  |
| Guy Carleton, I barone Dorchester |   | …              |                |  |  |       |  |  |                   |  |  |                   |  |
|                                   | … | …              |                |  |  |       |  |  |                   |  |  |                   |  |
|                                   | … | …              |                |  |  |       |  |  |                   |  |  |                   |  |
|                                   | … | …              |                |  |  |       |  |  |                   |  |  |                   |  |
| Henry Ball                        | … |                |                |  |  |       |  |  |                   |  |  |                   |  |
|                                   |   | …              | …              |  |  |       |  |  |                   |  |  |                   |  |
|                                   |   | …              | …              |  |  |       |  |  |                   |  |  |                   |  |
|                                   |   | …              | …              |  |  |       |  |  |                   |  |  |                   |  |
| Catherine Ball                    |   | …              |                |  |  |       |  |  |                   |  |  |                   |  |
|                                   |   | …              | …              |  |  |       |  |  |                   |  |  |                   |  |
|                                   |   | …              | …              |  |  |       |  |  |                   |  |  |                   |  |
|                                   |   | …              | …              |  |  |       |  |  |                   |  |  |                   |  |
| …                                 |   | …              |                |  |  |       |  |  |                   |  |  |                   |  |
|                                   |   | …              | …              |  |  |       |  |  |                   |  |  |                   |  |
|                                   |   | …              | …              |  |  |       |  |  |                   |  |  |                   |  |
|                                   |   | …              | …              |  |  |       |  |  |                   |  |  |                   |  |
|                                   |   | …              |                |  |  |       |  |  |                   |  |  |                   |  |